# ラグビーワールドカップ2023
ラグビーワールドカップ2023（仏: Coupe du Monde de Rugby 2023）は、2023年9月8日から10月28日までフランスで開催された第10回ラグビーワールドカップ（男子大会）である。南アフリカが2大会連続4度目の優勝を達成した。

## 立候補国
当初ワールドラグビーは2027年大会と合わせて発表する可能性を示唆していた（2015年・2019年大会と同様）。2023年はウィリアム・ウェッブ・エリスがラグビーの原点になってから200年の記念大会となる。
開催地決定スケジュールは以下の通り。
| 日程                    | 事項           |
| ----------------------- | -------------- |
| 2015年5月14日 – 6月15日 | 意向表明手続き |
| 2016年5月               | 正式立候補受付 |
| 2016年6月               | 立候補締め切り |
| 2017年11月              | 開催国決定     |

2015年7月時点で以下の4協会が開催意向を表明した。
- フランス
- アイルランド
- イタリア（2016年9月28日に招致レース撤退を発表）[7]
- 南アフリカ共和国

ラグビーワールドカップリミテッドは開催国を南アフリカに推薦した。しかしワールドラグビーの理事会では1回目の投票でアイルランドが脱落し、2回目の投票でフランスが24票の過半数を得て開催権を獲得した。
背景には2022年にダーバンで開催が予定されていたコモンウェルスゲームズの開催辞退の影響でなく、ワールドラグビーの理事が翌年のパリ五輪に影響のほか、投票前のロビー活動が敗因とされている。

## 会場
UEFA EURO 2016で使用された会場や前回フランスで開催されたラグビーワールドカップ2007の会場が多く使われる。そのうち開幕戦と決勝は2024年パリオリンピックのメイン会場スタッド・ド・フランスで開催された。

## 開催都市
| サン＝ドニ (パリ)                 | マルセイユ | デシーヌ＝シャルピュー (リヨン)                                                                                  | ヴィルヌーヴ＝ダスク (リール)                                                                                    |
| --------------------------------- | --- | --- | --- |
| スタッド・ド・フランスab          | スタッド・ヴェロドロームa                                                                                        | パルク・オリンピック・リヨン                                                                                     | スタッド・ピエール＝モーロワ                                                                                     |
| 収容人数: 80,698                  | 収容人数: 67,394                                                                                                 | 収容人数: 59,186                                                                                                 | 収容人数: 50,186                                                                                                 |
|                                   | | | |
| ボルドー                          | サン＝ドニマルセイユデシーヌ＝シャルピューヴィルヌーヴ＝ダスクナントボルドーサン＝テティエンヌニーストゥールーズ | サン＝ドニマルセイユデシーヌ＝シャルピューヴィルヌーヴ＝ダスクナントボルドーサン＝テティエンヌニーストゥールーズ | サン＝ドニマルセイユデシーヌ＝シャルピューヴィルヌーヴ＝ダスクナントボルドーサン＝テティエンヌニーストゥールーズ |
| ヌーヴォ・スタッド・ド・ボルドー  | サン＝ドニマルセイユデシーヌ＝シャルピューヴィルヌーヴ＝ダスクナントボルドーサン＝テティエンヌニーストゥールーズ | サン＝ドニマルセイユデシーヌ＝シャルピューヴィルヌーヴ＝ダスクナントボルドーサン＝テティエンヌニーストゥールーズ | サン＝ドニマルセイユデシーヌ＝シャルピューヴィルヌーヴ＝ダスクナントボルドーサン＝テティエンヌニーストゥールーズ |
| 収容人数: 42,115                  | サン＝ドニマルセイユデシーヌ＝シャルピューヴィルヌーヴ＝ダスクナントボルドーサン＝テティエンヌニーストゥールーズ | サン＝ドニマルセイユデシーヌ＝シャルピューヴィルヌーヴ＝ダスクナントボルドーサン＝テティエンヌニーストゥールーズ | サン＝ドニマルセイユデシーヌ＝シャルピューヴィルヌーヴ＝ダスクナントボルドーサン＝テティエンヌニーストゥールーズ |
|                                   | サン＝ドニマルセイユデシーヌ＝シャルピューヴィルヌーヴ＝ダスクナントボルドーサン＝テティエンヌニーストゥールーズ | サン＝ドニマルセイユデシーヌ＝シャルピューヴィルヌーヴ＝ダスクナントボルドーサン＝テティエンヌニーストゥールーズ | サン＝ドニマルセイユデシーヌ＝シャルピューヴィルヌーヴ＝ダスクナントボルドーサン＝テティエンヌニーストゥールーズ |
| サン＝テティエンヌ                | ニース | ナント | トゥールーズ |
| スタッド・ジェフロワ＝ギシャールa | スタッド・ド・ニース                                                                                             | スタッド・ドゥ・ラ・ボージョワールa                                                                              | スタジアム・ドゥ・トゥールーズab                                                                                 |
| 収容人数: 41,965                  | 収容人数: 35,624                                                                                                 | 収容人数: 35,322                                                                                                 | 収容人数: 33,150                                                                                                 |
|                                   | | | |

a ラグビーワールドカップ2007でも使用。
b ラグビーワールドカップ1999でも使用。

## 出場チーム
| 予選名                                     | 前回大会順位 予選順位              | 出場チーム       | 出場回数         | 出場決定日     |
| ------------------------------------------ | ---------------------------------- | ---------------- | ---------------- | -------------- |
| 開催国                                     | ベスト8                            | フランス         | 10大会連続10回目 | 2017年11月15日 |
| 前回大会 プールステージ3位以上 (ベスト12） | 優勝                               | 南アフリカ共和国 | 8大会連続8回目   | 2019年10月8日  |
| 前回大会 プールステージ3位以上 (ベスト12） | 準優勝                             | イングランド     | 10大会連続10回目 | 2019年10月5日  |
| 前回大会 プールステージ3位以上 (ベスト12） | 3位                                | ニュージーランド | 10大会連続10回目 | 2019年10月6日  |
| 前回大会 プールステージ3位以上 (ベスト12） | 4位                                | ウェールズ       | 10大会連続10回目 | 2019年10月9日  |
| 前回大会 プールステージ3位以上 (ベスト12） | ベスト8                            | オーストラリア   | 10大会連続10回目 | 2019年10月5日  |
| 前回大会 プールステージ3位以上 (ベスト12） | ベスト8                            | 日本             | 10大会連続10回目 | 2019年10月5日  |
| 前回大会 プールステージ3位以上 (ベスト12） | ベスト8                            | アイルランド     | 10大会連続10回目 | 2019年10月5日  |
| 前回大会 プールステージ3位以上 (ベスト12） | プールA・3位                       | スコットランド   | 10大会連続10回目 | 2019年10月9日  |
| 前回大会 プールステージ3位以上 (ベスト12） | プールB・3位                       | イタリア         | 10大会連続10回目 | 2019年10月2日  |
| 前回大会 プールステージ3位以上 (ベスト12） | プールC・3位                       | アルゼンチン     | 10大会連続10回目 | 2019年10月9日  |
| 前回大会 プールステージ3位以上 (ベスト12） | プールD・3位                       | フィジー         | 7大会連続9回目   | 2019年10月13日 |
| ヨーロッパ地区                             | 1位                                | ジョージア       | 6大会連続6回目   | 2022年3月10日  |
| ヨーロッパ地区                             | 2位                                | ルーマニア       | 2大会ぶり9回目   | 2022年4月28日  |
| オセアニア地区                             | 1位                                | サモア           | 9大会連続9回目   | 2021年7月17日  |
| アジア・パシフィックプレーオフ勝者         | アジア・パシフィックプレーオフ勝者 | トンガ           | 8大会連続9回目   | 2022年7月23日  |
| アフリカ地区                               | 1位                                | ナミビア         | 7大会連続7回目   | 2022年7月11日  |
| アメリカ地区                               | 1位                                | ウルグアイ       | 3大会連続5回目   | 2021年10月9日  |
| アメリカ地区                               | 2位                                | チリ             | 初出場           | 2022年7月17日  |
| 最終プレーオフ通過                         | 最終プレーオフ通過                 | ポルトガル       | 4大会ぶり2回目   | 2022年11月18日 |

## プールステージ
2020年12月14日にパリでプールステージの組み合わせ抽選会が行われた。抽選はバンド順で行う。バンド1～3のカッコ内数字は2020年1月1日現在の世界ランクに基づく。
| バンド1                                                                           | バンド2                                                           | バンド3                                                                  | バンド4 | バンド5 |
| --------------------------------------------------------------------------------- | ----------------------------------------------------------------- | ------------------------------------------------------------------------ | --- | --- |
| - 南アフリカ共和国 (1) - ニュージーランド (2) - イングランド (3) - ウェールズ (4) | - アイルランド (5) - オーストラリア (6) - フランス (7) - 日本 (8) | - スコットランド (9) - アルゼンチン (10) - フィジー (11) - イタリア (12) | - サモア (オセアニア地区1位) - ジョージア (ヨーロッパ地区1位) - ウルグアイ (アメリカ地区1位) - トンガ (アジア・パシフィックプレーオフ勝者) | - ナミビア(アフリカ地区1位) - ルーマニア(ヨーロッパ地区2位) - チリ(アメリカ地区2位) - ポルトガル(最終予選勝者) |

勝点の加算法
- 勝利：4ポイント
- 引分：2ポイント
- 敗戦：0ポイント

以下のポイントはボーナスポイントとして加算する
- トライ数が4以上：1ポイント (勝敗にかかわらず加算)
- 7点差以内で敗戦：1ポイント

中止試合については大会規定により「0-0の引分」扱いとなり、両チームに勝ち点2ずつを与える。
順位決定方法
勝点が同点のチームが2つ以上ある場合は、以下の順に比較して順位を決定する。
1. 直接対決の勝者
2. 得失点差
3. トライ差数 (トライ数－被トライ数)
4. 得点数
5. トライ数
6. 抽選

順位表の項目
Pld：試合数　 W：勝利数　 D：引分数　 L：敗戦数　 Try +/-：トライ差数
PF：得点数　 PA：失点数　 +/-：得失点差　 BP：ボーナスポイント　 Pts：勝点
| 凡例 | 凡例                                       |
| ---- | ------------------------------------------ |
|      | 決勝トーナメントに進出、2027年大会予選免除 |
|      | 一次リーグ敗退だが2027年大会予選免除       |

開催時刻はいずれも現地時間（CEST/UTC+2）。

### プールA
| 順 | Team                 | Pld | W | D | L | PF  | PA  | +/-  | Try +/- | BP | Pts | 出場権                                    |
| -- | -------------------- | --- | - | - | - | --- | --- | ---- | ------- | -- | --- | ----------------------------------------- |
| 1  | フランス (H, Q)      | 4   | 4 | 0 | 0 | 210 | 32  | +178 | 27      | 2  | 18  | 決勝トーナメント進出 2027年大会出場権獲得 |
| 2  | ニュージーランド (Q) | 4   | 3 | 0 | 1 | 253 | 47  | +206 | 38      | 3  | 15  | 決勝トーナメント進出 2027年大会出場権獲得 |
| 3  | イタリア (E)         | 4   | 2 | 0 | 2 | 114 | 181 | –67  | -10     | 2  | 10  | 2027年大会出場権獲得                      |
| 4  | ウルグアイ (E)       | 4   | 1 | 0 | 3 | 65  | 164 | –99  | -4      | 1  | 5   |                                           |
| 5  | ナミビア (E)         | 4   | 0 | 0 | 4 | 37  | 255 | –218 | -31     | 0  | 0   |                                           |

| 9月8日 (金) 21:00 | フランス                                                                                   | 27–13  | ニュージーランド                                 | スタッド・ド・フランス, サン＝ドニ 観客数: 80,000人 レフリー: ヤコ・ペイパー (南アフリカ) |
| 9月8日 (金) 21:00 | T: プノー 55' c ジャミネ 78' m G: ラモス (1/1) 57' PG: ラモス (5/7) 5', 20', 29', 65', 74' | Report | T: テレア (2) 2' m, 43' m PG: モウンガ (1/1) 25' | スタッド・ド・フランス, サン＝ドニ 観客数: 80,000人 レフリー: ヤコ・ペイパー (南アフリカ) |

| 9月9日 (土) 13:00 | (1 BP) イタリア | 52–8   | ナミビア                                    | スタッド・ジェフロワ＝ギシャール, サン＝テティエンヌ 観客数: 35,515人 レフリー: アンドリュー・ブライス (アイルランド) |
| 9月9日 (土) 13:00 | T: L・カノーネ 11' c P・ガルビージ 15' c ラム 46' c カプオッツォ 55' c ファイバ 74' c ズリアーニ 78' c オドグウ 80+3' c G: アラン (7/7) 12', 16', 48', 57', 75', 79', 80+4' PG: アラン (1/1) 8' | Report | T: ムートン 21' m PG: スワネプール (1/2) 4' | スタッド・ジェフロワ＝ギシャール, サン＝テティエンヌ 観客数: 35,515人 レフリー: アンドリュー・ブライス (アイルランド) |

| 9月14日 (木) 21:00 | フランス | 27–12  | ウルグアイ                                              | スタッド・ピエール＝モーロワ, リール 観客数: 48,821人 レフリー: ベン・オキーフ (ニュージーランド) |
| 9月14日 (木) 21:00 | T: アストイ 10' c モーヴァカ 55' c ビーリー＝ビーアレイ 74' c G: ジャミネ (3/3) 11', 56', 75' PG: ジャミネ (2/3) 3', 14' | Report | T: フレイタス 6' m アマヤ 53' c G: エチェベリ (1/2) 54' | スタッド・ピエール＝モーロワ, リール 観客数: 48,821人 レフリー: ベン・オキーフ (ニュージーランド) |

| 9月15日 (金) 21:00 | (1 BP) ニュージーランド | 71–3   | ナミビア                   | スタジアム, トゥールーズ 観客数: 31,996人 レフリー: ルーク・ピアース (イングランド) |
| 9月15日 (金) 21:00 | T: ロイガード (2) 2' c, 7' m マッケンジー (2) 20' c, 39' c ファインガアヌク 25' m ライナートブラウン 35' c デグルート 49' m パパリイ 55' c ハヴィリ 58' c クラーク 67' c イオアネ 77' c G: マッケンジー (8/11) 3', 20', 36', 40', 55', 59', 68', 78' | Report | PG: スワンポール (1/1) 11' | スタジアム, トゥールーズ 観客数: 31,996人 レフリー: ルーク・ピアース (イングランド) |

| 9月20日 (水) 17:45 | (1 BP) イタリア | 38–17  | ウルグアイ                                                                          | スタッド・ド・ニース, ニース 観客数: 28,627人 レフリー: アンガス・ガードナー (オーストラリア) |
| 9月20日 (水) 17:45 | T: パニ 7' c ラマロ 46' c イオアネ 52' c カンノーネ 56' c ブレックス 61' c G: アラン (5/5) 8', 47', 53', 57', 62' PG: ガルビシ (1/1) 70' | Report | T: 認定トライ 27' フレイタス 37' c G: エチェベリ (1/1) 38' DG: エチェベリ (1/1) 42' | スタッド・ド・ニース, ニース 観客数: 28,627人 レフリー: アンガス・ガードナー (オーストラリア) |

| 9月21日 (木) 21:00 | (1 BP) フランス | 96–0   | ナミビア | スタッド・ヴェロドローム, マルセイユ 観客数: 63,486人 レフリー: マシュー・カーリー (イングランド) |
| 9月21日 (木) 21:00 | T: プノー (3) 6' m, 21' c, 55' c ダンティ (2) 9' c, 26' c オリヴォン (2) 18' c, 68' c フランマン 33' c デュポン 38' c ビーリー＝ビーアレイ (2) 40+1' c, 64' c クイユー 47' c ジャミネ 76' c 認定トライ 80' G: ラモス (12/13) 10', 18', 22', 27', 34', 39', 40+2', 48', 56', 65', 70', 77' | Report |          | スタッド・ヴェロドローム, マルセイユ 観客数: 63,486人 レフリー: マシュー・カーリー (イングランド) |

| 9月27日 (水) 17:45 | (1 BP) ウルグアイ | 36–26  | ナミビア | パルク・オリンピック・リヨン, リヨン 観客数: 49,342人 レフリー: マシュー・ライナル (フランス) |
| 9月27日 (水) 17:45 | T: アマヤ (2) 19' c, 49' c ケスレル 28' c アラタ 54' c バッソ 66' c G: エチェベリ (3/4) 29', 51', 55' ベルチェシ (1/1) 67' PG: ベルチェシ (1/1) 74' | Report | T: ムートン 1' c グレイリング 11' c G: スワネプール (2/2) 2', 12' PG: スワネプール (4/4) 25', 35', 43', 69' | パルク・オリンピック・リヨン, リヨン 観客数: 49,342人 レフリー: マシュー・ライナル (フランス) |

| 9月29日 (金) 21:00 | (1 BP) ニュージーランド | 96–17  | イタリア                                                                                                   | パルク・オリンピック・リヨン, リヨン 観客数: 57,083人 レフリー: マシュー・カーリー (イングランド) |
| 9月29日 (金) 21:00 | T: ジョーダン (2) 7' c, 70' c スミス (3) 17' c, 27' c, 34' c テレア 19' c サヴェア (2) 22' c, 40+5' c レタリック 50' c パパリイ 55' c コールズ (2) 61' m, 73' c マッケンジー 67' c ライナートブラウン 76' c G: モウンガ (9/10) 8', 18', 20, 23', 28', 35', 40+6', 51', 57' マッケンジー (4/4) 69', 71', 74', 77' | Report | T: カプオッツォ 48' c M・イオアネ 80+1' c G: アラン (1/1) 49' P・ガルビシ (1/1) 80+3' PG: アラン (1/1) 10' | パルク・オリンピック・リヨン, リヨン 観客数: 57,083人 レフリー: マシュー・カーリー (イングランド) |

| 10月5日 (木) 21:00 | (1 BP) ニュージーランド | 73–0   | ウルグアイ | パルク・オリンピック・リヨン, リヨン 観客数: 57,672人 レフリー: ウェイン・バーンズ (イングランド) |
| 10月5日 (木) 21:00 | T: マッケンジー (2) 20' c, 53' c モウンガ 25' c ジョーダン (2) 33' c, 65' c ロイガード 38' m ニューウェル 45' m ファインガヌク (3) 49' c, 68' c, 77' c ウィリアムズ 73' c G: モウンガ (5/7) 21', 26', 34', 50', 54' マッケンジー (2/2) 66', 69' B・バレット (2/2) 74', 78' | Report |            | パルク・オリンピック・リヨン, リヨン 観客数: 57,672人 レフリー: ウェイン・バーンズ (イングランド) |

| 10月6日 (金) 21:00 | (1 BP) フランス | 60–7   | イタリア                                | パルク・オリンピック・リヨン, リヨン 観客数: 58,102人 レフリー: カール・ディクソン (イングランド) |
| 10月6日 (金) 21:00 | T: プノー (2) 2' c, 38' c ビーリー＝ビーアレイ 13' c ラモス 22' c ジャリベール 47' c モーヴァカ 54' c モエファナ (2) 64' c, 76' m G: ラモス (6/6) 4', 14', 23', 39', 48', 55' ジャミネ (1/2) 65' PG: ラモス (1/2) 7' ジャミネ (1/1) 80+1' | Report | T: ズリアーニ 71' c G: アラン (1/1) 72' | パルク・オリンピック・リヨン, リヨン 観客数: 58,102人 レフリー: カール・ディクソン (イングランド) |

### プールB
| 順 | Team                 | Pld | W | D | L | PF  | PA  | +/-  | Try +/- | BP | Pts | 出場権                                    |
| -- | -------------------- | --- | - | - | - | --- | --- | ---- | ------- | -- | --- | ----------------------------------------- |
| 1  | アイルランド (Q)     | 4   | 4 | 0 | 0 | 190 | 46  | +144 | 22      | 3  | 19  | 決勝トーナメント進出 2027年大会出場権獲得 |
| 2  | 南アフリカ共和国 (Q) | 4   | 3 | 0 | 1 | 151 | 34  | +117 | 18      | 3  | 15  | 決勝トーナメント進出 2027年大会出場権獲得 |
| 3  | スコットランド (E)   | 4   | 2 | 0 | 2 | 146 | 71  | +75  | 6       | 2  | 10  | 2027年大会出場権獲得                      |
| 4  | トンガ (E)           | 4   | 1 | 0 | 3 | 96  | 177 | -81  | -12     | 1  | 5   |                                           |
| 5  | ルーマニア (E)       | 4   | 0 | 0 | 4 | 32  | 287 | -255 | -39     | 0  | 0   |                                           |

| 9月9日 (土) 15:30 | (1 BP) アイルランド | 82–8   | ルーマニア                    | ヌーヴォ・スタッド・ド・ボルドー, ボルドー レフリー: ニカ・アマシュケリ (ジョージア) |
| 9月9日 (土) 15:30 | T: ギブソンパーク 5' c キーナン 13' c バーン (2) 17' m, 80+3' c アキ (2) 34' c, 75' c セクストン (2) 40' c, 62' c ハーリング 45' c オマホニー (2) 50' c, 70' c マッカーシー 67' c G: セクストン (7/8) 6', 13', 36', 40', 46', 51', 63' クラウリー (4/4) 68', 72', 76', 80+3' | Report | T: ルパヌ 3' m PG: ルパヌ 21' | ヌーヴォ・スタッド・ド・ボルドー, ボルドー レフリー: ニカ・アマシュケリ (ジョージア) |

| 9月10日 (日) 17:45 | 南アフリカ共和国                                                                       | 18–3   | スコットランド           | スタッド・ヴェロドローム, マルセイユ レフリー: アンガス・ガードナー (オーストラリア) |
| 9月10日 (日) 17:45 | T: デュトイ 47' m アレンゼ 50' c G: デ・クラーク (1/1) 51' PG: リボック (2/4) 13', 25' | Report | PG: ラッセル (1/1) 40+1' | スタッド・ヴェロドローム, マルセイユ レフリー: アンガス・ガードナー (オーストラリア) |

| 9月16日 (土) 21:00 | (1 BP) アイルランド | 59–16  | トンガ                                                                            | スタッド・ドゥ・ラ・ボージョワール, ナント レフリー: ウェイン・バーンズ (イングランド) |
| 9月16日 (土) 21:00 | T: バーン 21' c ドリス 27' c ハンセン 33' c セクストン 38' c ロウ 59' c アキ (2) 63' c, 69' c ハーリング 80' c G: セクストン (4/4) 22', 28', 34', 39' バーン (4/4) 60', 64', 70', 80+2' PG: セクストン (1/1) 7' | Report | T: V・フィフィタ 40+8' c G: ハヴィリ (1/1) 40+9' PG: ハヴィリ (3/3) 16', 25', 43' | スタッド・ドゥ・ラ・ボージョワール, ナント レフリー: ウェイン・バーンズ (イングランド) |

| 9月17日 (日) 15:00 | (1 BP) 南アフリカ共和国 | 76–0   | ルーマニア | ヌーヴォ・スタッド・ド・ボルドー, ボルドー 観客数: 38,789人 レフリー: マシュー・ライナル (フランス) |
| 9月17日 (日) 15:00 | T: ライナー 2' m, 8' c, 23' c マピンピ 6' c, 63' m, 67' c ウィレムス 11' c フーリー 42' m 認定トライ 52' ウィリアムズ 54' c, 61' c ルルー 73' m G: ウィレムス (5/7) 7', 9', 11', 24', 55' デ・クラーク (2/4) 62', 68' | Report |            | ヌーヴォ・スタッド・ド・ボルドー, ボルドー 観客数: 38,789人 レフリー: マシュー・ライナル (フランス) |

| 9月23日 (土) 21:00 | (1 BP) 南アフリカ共和国               | 8–13   | アイルランド                                                                       | スタッド・ド・フランス, サン＝ドニ レフリー: ベン・オキーフ (ニュージーランド) |
| 9月23日 (土) 21:00 | T: コルビ 51' m PG: リボック (1/2) 6' | Report | T: ハンセン 33' c G: セクストン 35' PG: セクストン (1/1) 59', クラウリー (1/1) 77' | スタッド・ド・フランス, サン＝ドニ レフリー: ベン・オキーフ (ニュージーランド) |

| 9月24日 (日) 17:45 | (1 BP) スコットランド | 45–17  | トンガ                                                                           | スタッド・ド・ニース, ニース レフリー: カール・ディクソン (イングランド) |
| 9月24日 (日) 17:45 | T: ターナー 5' c ファン・デル・メルヴァ 27' m ステイン 30' m ダルゲ 40+2' c ホーン 54' c キングホーン 68' c グレアム 80+2' c G: ラッセル (5/7) 6', 40+3', 55', 70', 80+3' | Report | T: カタ 20' c タメイフナ 44' c G: ハヴィリ (2/2) 21', 45' PG: ハヴィリ (1/1) 10' | スタッド・ド・ニース, ニース レフリー: カール・ディクソン (イングランド) |

| 9月30日 (土) 21:00 | スコットランド | 84–0   | ルーマニア | スタッド・ピエール＝モーロワ, リール レフリー: ウェイン・バーンズ (イングランド) |
| 9月30日 (土) 21:00 | T: ワトソン 9' c プライス 17' c グレアム (4) 21' c, 34' c, 40' c, 77' c ファーガソン 38' c ハリス 45' c スミス 53' c ヒーリー 58' c マシューズ 71' c ダージ 73' c G: ヒーリー (11/11) 10', 18', 22', 35', 39', 40', 47', 55', 59', 72', 77' ホーン (1/1) 73' | Report |            | スタッド・ピエール＝モーロワ, リール レフリー: ウェイン・バーンズ (イングランド) |

| 10月1日 (日) 21:00 | (1 BP) 南アフリカ共和国 | 49–18  | トンガ                                                                    | スタッド・ヴェロドローム, マルセイユ レフリー: ルーク・ピアース (イングランド) |
| 10月1日 (日) 21:00 | T: ライナー 5' c ムーディー 20' c フーリー 32' c クリエル 49' c ルルー 58' c ファン・シュターデン 63' c スミス 80+1' c G: ポラード (4/4) 6', 21', 33', 51' リボック (3/3) 59', 65', 80+2' | Report | T: タメイフナ 38' m イニシ 54' m ペレグリーニ 73' m PG: ハヴィリ (1/1) 3' | スタッド・ヴェロドローム, マルセイユ レフリー: ルーク・ピアース (イングランド) |

| 10月7日 (土) 21:00 | (1 BP) アイルランド | 36–14  | スコットランド                                                | スタッド・ド・フランス, サン＝ドニ 観客数: 78,459人 レフリー: ニック・ベリー (オーストラリア) |
| 10月7日 (土) 21:00 | T: ロウ 2' m キーナン (2) 26' c, 39' c ヘンダーソン 32' c シーハン 44' m リングローズ 58' m G: セクストン (3/5) 27', 33', 40' | Report | T: アシュマン 64' c プライス 66' c G: ラッセル (2/2) 65', 66' | スタッド・ド・フランス, サン＝ドニ 観客数: 78,459人 レフリー: ニック・ベリー (オーストラリア) |

| 10月8日 (日) 17:45 | (1 BP) トンガ | 45–24  | ルーマニア                                                                                           | スタッド・ピエール＝モーロワ, リール 観客数: 45,042人 レフリー: アンガス・ガードナー (オーストラリア) |
| 10月8日 (日) 17:45 | T: カタ (2) 11' c, 66' m モアラ 15' c タウモエペアウ 22' c ヴァイラヌ 49' c アーキ 62' c タウモエフォラウ 71' m G: ハヴィリ (5/7) 13', 17', 23', 51', 63' | Report | T: ボボク 30' c スルジュ 36' c シミオネスク 55' c G: コナケ (3/3) 32', 37', 57' PG: コナケ (1/2) 19' | スタッド・ピエール＝モーロワ, リール 観客数: 45,042人 レフリー: アンガス・ガードナー (オーストラリア) |

### プールC
| 順 | Team               | Pld | W | D | L | PF  | PA  | +/- | Try +/- | BP | Pts | 出場権                                    |
| -- | ------------------ | --- | - | - | - | --- | --- | --- | ------- | -- | --- | ----------------------------------------- |
| 1  | ウェールズ (Q)     | 4   | 4 | 0 | 0 | 143 | 59  | +84 | 9       | 3  | 19  | 決勝トーナメント進出 2027年大会出場権獲得 |
| 2  | フィジー (Q)       | 4   | 2 | 0 | 2 | 88  | 83  | +5  | 0       | 3  | 11  | 決勝トーナメント進出 2027年大会出場権獲得 |
| 3  | オーストラリア (E) | 4   | 2 | 0 | 2 | 90  | 91  | –1  | 3       | 3  | 11  | 2027年大会出場権獲得                      |
| 4  | ポルトガル (E)     | 4   | 1 | 1 | 2 | 64  | 103 | -39 | -6      | 0  | 6   |                                           |
| 5  | ジョージア (E)     | 4   | 0 | 1 | 3 | 64  | 113 | -49 | -7      | 1  | 3   |                                           |

1. 1 2  直接対決: オーストラリア 15–22 フィジー

| 9月9日 (土) 18:00 | (1 BP) オーストラリア | 35–15  | ジョージア                                                                                              | スタッド・ド・フランス, サン＝ドニ レフリー: ルーク・ピアース (イングランド) |
| 9月9日 (土) 18:00 | T: ペタイア 2' c ナワンガニタワシ 9' m ドナルドソン (2) 56' c, 69' c G: ドナルドソン (3/4) 7', 57', 70' PG: ドナルドソン (3/3) 14', 21', 31' | Report | T: イバニシビリ 47' m ギガシビリ 80' c G: マトカワ (0/1) アブシャンダゼ (1/1) 80' PG: マトカワ (1/1) 6' | スタッド・ド・フランス, サン＝ドニ レフリー: ルーク・ピアース (イングランド) |

| 9月10日 (日) 21:00 | (1 BP) ウェールズ | 32–26  | フィジー (2 BP)                                                                                              | ヌーヴォ・スタッド・ド・ボルドー, ボルドー レフリー: マシュー・カーリー (イングランド) |
| 9月10日 (日) 21:00 | T: アダムス 7' m ノース 29' c リース＝ザミット 48' c ディー 66' c G: ビガー (3/4) 30', 49', 67' PG: ビガー (2/3) 3', 24' | Report | T: ナヤザレヴ 14' c タギタギバル 17' c トゥイソヴァ 73' c ドゲ 78' m G: ロマニ (2/2) 15', 18' テラ (1/2) 73' | ヌーヴォ・スタッド・ド・ボルドー, ボルドー レフリー: マシュー・カーリー (イングランド) |

| 9月16日 (土) 17:45 | (1 BP) ウェールズ | 28–8   | ポルトガル                                   | アリアンツ・リヴィエラ, ニース レフリー: カール・ディクソン (イングランド) |
| 9月16日 (土) 17:45 | T: リース＝ザミット 9' c レイク 43' c モーガン 56' c ファレタウ 83' c G: ハーフペニー (3/3) 10', 44', 57' コステロウ (1/1) 83' | Report | T: マルティンス 63' m PG: マルケス (1/3) 37' | アリアンツ・リヴィエラ, ニース レフリー: カール・ディクソン (イングランド) |

| 9月17日 (日) 17:45 | (1 BP) オーストラリア                                                                          | 15–22  | フィジー                                                                                             | スタッド・ジェフロワ＝ギシャール, サン＝テティエンヌ 観客数: 41,294人 レフリー: アンドリュー・ブライス (アイルランド) |
| 9月17日 (日) 17:45 | T: ナワンガニタワシ 23' m ヴニヴァル 68' c G: ドナルドソン (1/2) 70' PG: ドナルドソン (1/1) 3' | Report | T: トゥイソヴァ 43' c G: クルボリ (1/1) 44' PG: クルボリ (4/4) 12', 21', 27', 33' ロマニ (1/3) 66' c | スタッド・ジェフロワ＝ギシャール, サン＝テティエンヌ 観客数: 41,294人 レフリー: アンドリュー・ブライス (アイルランド) |

| 9月23日 (土) 14:00 | ジョージア                                                                                       | 18–18  | ポルトガル                                                                   | スタジアム, トゥールーズ レフリー: ポール・ウィリアムズ (ニュージーランド) |
| 9月23日 (土) 14:00 | T: タブツァゼ 2' c ザムタラゼ 78' m G: アブジャンダゼ (1/1) 3' PG: アブジャンダゼ (2/2) 16', 32' | Report | T: ストルティ (2) 34' m, 57' c G: マルキ (1/2) 58' PG: マルキ (2/2) 48', 53' | スタジアム, トゥールーズ レフリー: ポール・ウィリアムズ (ニュージーランド) |

| 9月24日 (日) 21:00 | ウェールズ | 40–6   | オーストラリア                 | パルク・オリンピック・リヨン, リヨン レフリー: ウェイン・バーンズ (イングランド) |
| 9月24日 (日) 21:00 | T: デーヴィス 3' c トンプキンズ 48' c モーガン 78' m G: ビガー (1/1) 4' アンスコム (1/2) 49' PG: アンスコム (6/7) 21', 29', 39', 43', 52', 60' DG: アンスコム (1/1) 70' | Report | PG: ドナルドソン (2/2) 9', 14' | パルク・オリンピック・リヨン, リヨン レフリー: ウェイン・バーンズ (イングランド) |

| 9月30日 (土) 17:45 | フィジー                                                                       | 17–12  | ジョージア (1 BP)                                        | ヌーヴォ・スタッド・ド・ボルドー, ボルドー 観客数: 39,862人 レフリー: カール・ディクソン (イングランド) |
| 9月30日 (土) 17:45 | T: ナヤザレヴ 51' c ハボシ 68' c G: ロマニ (2/2) 52', 69' PG: ロマニ (1/2) 65' | Report | PG: マトカバ (2/2) 5', 80' ニニアシヴィリ (2/2) 19', 31' | ヌーヴォ・スタッド・ド・ボルドー, ボルドー 観客数: 39,862人 レフリー: カール・ディクソン (イングランド) |

| 10月1日 (日) 17:45 | (1 BP) オーストラリア | 34–14  | ポルトガル                                                        | スタッド・ジェフロワ＝ギシャール, サン＝テティエンヌ レフリー: ニカ・アマシュケリ (ジョージア) |
| 10月1日 (日) 17:45 | T: アーノルド 19' c ポレクキ 22' c ベル 26' c マクライト 47' m コロインベテ 74' m G: ドナルドソン (3/5) 20', 24', 27' PG: ドナルドソン (1/1) 4' | Report | T: ベッテンコート 13' c シモエス 70' c G: マルケス (2/2) 14', 71' | スタッド・ジェフロワ＝ギシャール, サン＝テティエンヌ レフリー: ニカ・アマシュケリ (ジョージア) |

| 10月7日 (土) 15:00 | (1 BP) ウェールズ | 43–19  | ジョージア                                                                           | スタッド・ドゥ・ラ・ボージョワール, ナント 観客数: 33,580人 レフリー: マシュー・ライナル (フランス) |
| 10月7日 (土) 15:00 | T: フランシス 16' c L・ウィリアムズ 23' c リース＝ザミット (3) 43' c, 67' c, 74' m ノース 80' c G: コステロー (5/6) 17', 24', 44', 69', 80+1' PG: コステロー (1/2) 27' | Report | T: シャリカゼ 35' c カルカゼ 59' c ニニアシヴィリ 62' m G: マトカヴァ (2/3) 36', 60' | スタッド・ドゥ・ラ・ボージョワール, ナント 観客数: 33,580人 レフリー: マシュー・ライナル (フランス) |

| 10月8日 (日) 21:00 | (1 BP) フィジー                                                                      | 23–24 | ポルトガル                                                                                                   | スタジアム, トゥールーズ レフリー: ルーク・ピアース (イングランド) |
| 10月8日 (日) 21:00 | T: ボティア 48' c ドゲ 68' c G: ロマニ (2/2) 49', 69' PG: ロマニ (3/3) 10', 74', 76' |       | T: ストルティ 45' c フェルナンデス 51' c マルタ 78' c G: マルケス (3/3) 47', 53', 79' PG: マルケス (1/1) 38' | スタジアム, トゥールーズ レフリー: ルーク・ピアース (イングランド) |

### プールD
| 順 | Team             | Pld | W | D | L | PF  | PA  | +/-  | Try +/- | BP | Pts | 出場権                                    |
| -- | ---------------- | --- | - | - | - | --- | --- | ---- | ------- | -- | --- | ----------------------------------------- |
| 1  | イングランド (Q) | 4   | 4 | 0 | 0 | 150 | 39  | 111  | 14      | 2  | 18  | 決勝トーナメント進出 2027年大会出場権獲得 |
| 2  | アルゼンチン (Q) | 4   | 3 | 0 | 1 | 127 | 69  | 58   | 10      | 2  | 14  | 決勝トーナメント進出 2027年大会出場権獲得 |
| 3  | 日本 (E)         | 4   | 2 | 0 | 2 | 109 | 104 | 5    | -2      | 1  | 9   | 2027年大会出場権獲得                      |
| 4  | サモア (E)       | 4   | 1 | 0 | 3 | 92  | 75  | 17   | 4       | 3  | 7   |                                           |
| 5  | チリ (E)         | 4   | 0 | 0 | 4 | 27  | 215 | −188 | -26     | 0  | 0   |                                           |

| 9月9日 (土) 21:00 | イングランド                                                                                    | 27–10  | アルゼンチン                                                                   | スタッド・ヴェロドローム, マルセイユ レフリー: マシュー・ライナル (フランス) |
| 9月9日 (土) 21:00 | PG: フォード (6/6) 10', 46', 54', 59', 66', 75' デイリー (0/2) DG: フォード (3/3) 27', 31', 37' | Report | T: ブルーニ 79' c G: ボフェッリ 80' PG: ボフェッリ (1/2) 5' DG: カレラス (0/1) | スタッド・ヴェロドローム, マルセイユ レフリー: マシュー・ライナル (フランス) |

| 9月10日 (日) 13:00 | (1 BP) 日本 | 42–12  | チリ                                                          | スタジアム, トゥールーズ レフリー: ニック・ベリー (オーストラリア) |
| 9月10日 (日) 13:00 | T: ファカタヴァ (2) 8' c, 40+1' c ナイカブラ 30' c リーチ 53' c 中村 71' c ディアンズ 79' c G: 松田 (6/6) 10', 31', 40+2', 54', 73', 80+1' | Report | T: フェルナンデス 6' c A・エスコバル 48' m G: ビデラ (1/2) 7' | スタジアム, トゥールーズ レフリー: ニック・ベリー (オーストラリア) |

| 9月16日 (土) 15:00 | (1 BP) サモア | 43–10  | チリ                                                           | ヌーヴォ・スタッド・ド・ボルドー, ボルドー レフリー: ポール・ウィリアムズ (ニュージーランド) |
| 9月16日 (土) 15:00 | T: パイアアウア 40+1' c タウマテイネ 42' m リー 47' m マロロ (2) 52' c, 80+1' c G: リアリーファノ (2/4) 40+2', 53' ソポアンガ (1/1) 80+2' PG: リアリーファノ (4/4) 4', 10', 14', 36' | Report | T: ディタス 6' c G: ビデラ (1/1) 7' PG: ガラフリッチ (1/1) 30' | ヌーヴォ・スタッド・ド・ボルドー, ボルドー レフリー: ポール・ウィリアムズ (ニュージーランド) |

| 9月17日 (日) 21:00 | (1 BP) イングランド | 34–12  | 日本                              | スタッド・ド・ニース, ニース レフリー: ニカ・アマシュケリ (ジョージア) |
| 9月17日 (日) 21:00 | T: ラドラム 24' c ローズ 56' m スチュワード 66' c マーチャント 81' c G: フォード (4/4) 26', 56', 67', 81' PG: フォード (2/3) 4', 42' | Report | PG: 松田 (4/4) 15', 23', 32', 54' | スタッド・ド・ニース, ニース レフリー: ニカ・アマシュケリ (ジョージア) |

| 9月22日 (金) 17:45 | アルゼンチン                                                                                       | 19–10  | サモア                                                             | スタッド・ジェフロワ＝ギシャール, サン＝テティエンヌ 観客数: 38,358人 レフリー: ニック・ベリー (オーストラリア) |
| 9月22日 (金) 17:45 | T: ボフェッリ 9' c G: ボフェッリ (1/1) 10' PG: ボフェッリ (3/4) 25', 34', 54' サンチェス (1/1) 80' | Report | T: マロロ 75' c G: レウイラ (1/1) 75' PG: リアリーファノ (1/3) 28' | スタッド・ジェフロワ＝ギシャール, サン＝テティエンヌ 観客数: 38,358人 レフリー: ニック・ベリー (オーストラリア) |

| 9月23日 (土) 17:45 | (1 BP) イングランド | 71–0   | チリ | スタッド・ピエール＝モーロワ, リール レフリー: ヤコ・ペイパー (南アフリカ) |
| 9月23日 (土) 17:45 | T: アランデル (5) 20' m, 30' m, 48' c, 60' c, 69' m ダン (2) 24' c, 45' c ロッド 35' c スミス (2) 40' c, 77' c ウィリス 80' c G: ファレル (8/11) 25', 36', 42', 46', 49', 62', 78', 81' | Report |      | スタッド・ピエール＝モーロワ, リール レフリー: ヤコ・ペイパー (南アフリカ) |

| 9月28日 (木) 21:00 | 日本                                                                                              | 28–22  | サモア (1 BP)                                                                                                  | スタジアム, トゥールーズ レフリー: ヤコ・ペイパー (南アフリカ) |
| 9月28日 (木) 21:00 | T: ラブスカフニ 13' c リーチ 32' c 姫野 48' m G: 松田 (2/3) 15', 33' PG: 松田 (3/3) 28', 56', 75' | Report | T: S・ラム 38' m パイアウア 65' c リアリーファノ 78' c G: リアリーファノ (2/3) 66', 79' PG: レウイラ (1/2) 25' | スタジアム, トゥールーズ レフリー: ヤコ・ペイパー (南アフリカ) |

| 9月30日 (土) 15:00 | (1 BP) アルゼンチン | 59–5   | チリ                  | スタッド・ドゥ・ラ・ボージョワール, ナント レフリー: ポール・ウィリアムズ (ニュージーランド) |
| 9月30日 (土) 15:00 | T: サンチェス 9' c ゴンサレス (2) 16' c, 68' c クレービー 23' c ボガド 46' c イスグロ 64' c ルイス 77' c S・カレラス 79' c G: サンチェス (6/6) 10', 17', 24', 47', 65', 69' S・カレラス (2/2) 78', 80+1' PG: サンチェス (1/1) 13' | Report | T: ドゥサイヤン 73' m | スタッド・ドゥ・ラ・ボージョワール, ナント レフリー: ポール・ウィリアムズ (ニュージーランド) |

| 10月7日 (土) 17:45 | イングランド                                                                  | 18–17  | サモア (1 BP)                                                                        | スタッド・ピエール＝モーロワ, リール 観客数: 47,891人 レフリー: アンドリュー・ブライス (アイルランド) |
| 10月7日 (土) 17:45 | T: チェサム 9' m ケア 73' c G: ファレル (1/2) 74' PG: ファレル (2/3) 18', 58' | Report | T: アーウォン (2) 22' c, 29' c G: ソポアンガ (2/2) 24', 30' PG: ソポアンガ (1/2) 48' | スタッド・ピエール＝モーロワ, リール 観客数: 47,891人 レフリー: アンドリュー・ブライス (アイルランド) |

| 10月8日 (日) 13:00 | 日本 | 27–39  | アルゼンチン (1 BP) | スタッド・ドゥ・ラ・ボージョワール, ナント 観客数: 33,624人 レフリー: ベン・オキーフ (ニュージーランド) |
| 10月8日 (日) 13:00 | T: ファカタヴァ 16' c 齋藤 38' c ナイカブラ 65' c G: 松田 (3/3) 17', 39', 67' PG: 松田 (1/1) 52' DG: レメキ (1/1) 56' | Report | T: チョコバレス 2' c M・カレーラス (3) 28' m, 46' c, 68' c ボフェッリ 58' c G: ボフェッリ (3/4) 2', 47', 60' サンチェス (1/1) 70' PG: ボフェッリ (1/2) 35' サンチェス (1/1) 75' | スタッド・ドゥ・ラ・ボージョワール, ナント 観客数: 33,624人 レフリー: ベン・オキーフ (ニュージーランド) |

## 決勝トーナメント
|  | 準々決勝         | 準々決勝         |                  |    | 準決勝    | 準決勝    |  |  | 決勝 | 決勝 |
|  |                  |                  |                  |    |           |           |  |  |      |      |
|  | 10月14日         |                  |                  |    |           |           |  |  |      |      |
|  |                  |                  |                  |    |           |           |  |  |      |      |
|  | ウェールズ       | 17               |                  |    |           |           |  |  |      |      |
|  | ウェールズ       | 17               | 10月20日         |    |           |           |  |  |      |      |
|  | アルゼンチン     | 29               |                  |    |           |           |  |  |      |      |
|  | アルゼンチン     | 29               | アルゼンチン     | 6  |           |           |  |  |      |      |
|  | 10月14日         |                  | アルゼンチン     | 6  |           |           |  |  |      |      |
|  |                  | ニュージーランド | 44               |    |           |           |  |  |      |      |
|  | アイルランド     | ニュージーランド | 44               | 24 |           |           |  |  |      |      |
|  | アイルランド     |                  | 10月28日         | 24 |           |           |  |  |      |      |
|  | ニュージーランド | 28               |                  |    |           |           |  |  |      |      |
|  | ニュージーランド | 28               | ニュージーランド | 11 |           |           |  |  |      |      |
|  | 10月15日         |                  | ニュージーランド | 11 |           |           |  |  |      |      |
|  |                  | 南アフリカ共和国 | 12               |    |           |           |  |  |      |      |
|  | イングランド     | 南アフリカ共和国 | 12               | 30 |           |           |  |  |      |      |
|  | イングランド     | 10月21日         |                  | 30 |           |           |  |  |      |      |
|  | フィジー         | 24               |                  |    |           |           |  |  |      |      |
|  | フィジー         | 24               | イングランド     | 15 |           |           |  |  |      |      |
|  | 10月15日         |                  | イングランド     | 15 |           |           |  |  |      |      |
|  |                  | 南アフリカ共和国 | 16               |    | 3位決定戦 | 3位決定戦 |  |  |      |      |
|  | フランス         | 南アフリカ共和国 | 16               | 28 | 3位決定戦 | 3位決定戦 |  |  |      |      |
|  | フランス         |                  | 10月27日         | 28 |           |           |  |  |      |      |
|  | 南アフリカ共和国 | 29               |                  |    |           |           |  |  |      |      |
|  | 南アフリカ共和国 | 29               | アルゼンチン     | 23 |           |           |  |  |      |      |
|  |                  |                  |                  |    |           |           |  |  |      |      |
|  | イングランド     | 26               |                  |    |           |           |  |  |      |      |
|  | イングランド     | 26               |                  |    |           |           |  |  |      |      |

### 準々決勝
| 10月14日 (土) 17:00 | ウェールズ                                                                          | 17–29  | アルゼンチン | スタッド・ヴェロドローム, マルセイユ 観客数: 62,576人 レフリー: カール・ディクソン (イングランド) (ヤコ・ペイパー (南アフリカ) |
| 10月14日 (土) 17:00 | T: ビガー 14' c T・ウィリアムズ 57' c G: ビガー (2/2) 16', 58' PG: ビガー (1/2) 21' | Report | T: スクラヴィ 68' c サンチェス 77' c G: ボフェッリ (2/2) 69', 78' PG: ボフェッリ (4/5) 39', 45', 44', 48' サンチェス (1/1) 80' | スタッド・ヴェロドローム, マルセイユ 観客数: 62,576人 レフリー: カール・ディクソン (イングランド) (ヤコ・ペイパー (南アフリカ) |

| 10月14日 (土) 21:00 | アイルランド                                                                                              | 24–28  | ニュージーランド | スタッド・ド・フランス, サン＝ドニ 観客数: 78,845人 レフリー: ウェイン・バーンズ (イングランド) |
| 10月14日 (土) 21:00 | T: アキ 27' c ギブソン＝パーク 39' c 認定トライ 64' G: セクストン (2/2) 29', 40' PG: セクストン (1/2) 22' | Report | T: ファインガアヌク 19' c サヴェア 33' m ジョーダン 53' c G: モウンガ (1/2) 21' J・バレット (1/1) 54' PG: モウンガ (1/1) 8' J・バレット (2/3) 14', 69' | スタッド・ド・フランス, サン＝ドニ 観客数: 78,845人 レフリー: ウェイン・バーンズ (イングランド) |

| 10月15日 (日) 17:00 | イングランド | 30–24  | フィジー | スタッド・ヴェロドローム, マルセイユ 観客数: 61,863人 レフリー: マシュー・ライナル (フランス) |
| 10月15日 (日) 17:00 | T: トゥイランギ 14' m マーチャント 23' c G: ファレル (1/2) 23' PG: ファレル (5/6) 11', 34', 38', 54', 78' DG: ファレル (1/1) 72' | Report | T: マタ 28' c ラヴァイ 64' c ボティツ 68' c G: ロマニ (1/1) 29' クルボリ (2/2) 65', 70' PG: ロマニ (1/3) 20' | スタッド・ヴェロドローム, マルセイユ 観客数: 61,863人 レフリー: マシュー・ライナル (フランス) |

| 10月15日 (日) 21:00 | フランス                                                                                            | 28–29  | 南アフリカ共和国 | スタッド・ド・フランス, サン＝ドニ 観客数: 79,486人 レフリー: ベン・オキーフ (ニュージーランド) |
| 10月15日 (日) 21:00 | T: バイユ (2) 4' c, 31' c モーヴァカ 22' m G: ラモス (2/3) 5', 32' PG: ラモス (3/3) 40+1', 54', 73' | Report | T: アレンゼ 8' c デアレンデ 18' m コルビ 27' c エツベス 67' c G: リボック (2/3) 10', 28' ポラード (1/1) 67' PG: ポラード (1/1) 69' | スタッド・ド・フランス, サン＝ドニ 観客数: 79,486人 レフリー: ベン・オキーフ (ニュージーランド) |

### 準決勝
| 10月20日 (金) 21:00 | アルゼンチン                 | 6–44   | ニュージーランド | スタッド・ド・フランス, サン＝ドニ 観客数: 77,653人 レフリー: アンガス・ガードナー (オーストラリア) |
| 10月20日 (金) 21:00 | PG: ボフェッリ (2/2) 5', 35' | Report | T: ジョーダン (3) 11' c, 62' m, 73' m J・バレット 17' m フリゼル (2) 40+2' m, 49' c スミス 42' c G: モウンガ (3/7) 12', 43', 50' PG: モウンガ (1/1) 38' | スタッド・ド・フランス, サン＝ドニ 観客数: 77,653人 レフリー: アンガス・ガードナー (オーストラリア) |

| 10月21日 (土) 21:00 | イングランド                                                | 15–16  | 南アフリカ共和国                                                                         | スタッド・ド・フランス, サン＝ドニ 観客数: 78,098人 レフリー: ベン・オキーフ (ニュージーランド) |
| 10月21日 (土) 21:00 | PG: ファレル (4/4) 3', 10', 24', 39' DG: ファレル (1/1) 53' | Report | T: スナイマン 69' c G: ポラード (1/1) 70' PG: リボック (1/1) 21' ポラード (2/2) 35', 78' | スタッド・ド・フランス, サン＝ドニ 観客数: 78,098人 レフリー: ベン・オキーフ (ニュージーランド) |

### 3位決定戦
| 10月27日 (金) 21:00 | アルゼンチン | 23–26  | イングランド                                                                             | スタッド・ド・フランス, サン＝ドニ 観客数: 77,604人 レフリー: ニック・ベリー (オーストラリア) |
| 10月27日 (金) 21:00 | T: クベリ 36' c S・カレラス 42' c G: ボフェッリ (2/2) 37', 43' PG: ボフェッリ (2/2) 24', 50' サンチェス (1/2) 68' | Report | T: アール 8' c ダン 44' c G: ファレル (2/2) 9', 45' PG: ファレル (4/4) 3', 13', 30', 65' | スタッド・ド・フランス, サン＝ドニ 観客数: 77,604人 レフリー: ニック・ベリー (オーストラリア) |

### 決勝
| 10月28日 (土) 21:00 | ニュージーランド                                 | 11–12  | 南アフリカ共和国                     | スタッド・ド・フランス, サン＝ドニ 観客数: 80,065人 レフリー: ウェイン・バーンズ (イングランド) |
| 10月28日 (土) 21:00 | T: B. バレット 58' m PG: モウンガ (2/2) 17', 38' | Report | PG: ポラード (4/4) 3', 13', 19', 34' | スタッド・ド・フランス, サン＝ドニ 観客数: 80,065人 レフリー: ウェイン・バーンズ (イングランド) |

| 2023 ワールドカップ優勝国           |
| ----------------------------------- |
| · 南アフリカ共和国 · 2大会連続4度目 |

## マスターカード プレイヤー・オブ・ザ・マッチ
「マスターカード プレイヤー・オブ・ザ・マッチ」は、勝利国、敗退国に関わらず、毎試合ベストプレイヤー (印象的なプレーをした選手) に選ばれた選手に授与される賞。選ばれた選手は、トロフィーが贈呈される。
|           | 試合日   | 対戦国           | 対戦国           | 受賞者                             |
| --------- | -------- | ---------------- | ---------------- | ---------------------------------- |
| プールA   | 9月8日   | フランス         | ニュージーランド | グレゴリー・アルドリット           |
| プールA   | 9月9日   | イタリア         | ナミビア         | ロレンツォ・カンノーネ             |
| プールA   | 9月14日  | フランス         | ウルグアイ       | マキシム・ルク                     |
| プールA   | 9月15日  | ニュージーランド | ナミビア         | キャム・ロイガード                 |
| プールA   | 9月20日  | イタリア         | ウルグアイ       | ミケーレ・ラマロ                   |
| プールA   | 9月21日  | フランス         | ナミビア         | ダミアン・プノー                   |
| プールA   | 9月27日  | ウルグアイ       | ナミビア         | サンティアゴ・アラタ               |
| プールA   | 9月29日  | ニュージーランド | イタリア         | アーディー・サヴェア               |
| プールA   | 10月5日  | ニュージーランド | ウルグアイ       | ダミアン・マッケンジー             |
| プールA   | 10月6日  | フランス         | イタリア         | グレゴリー・アルドリット           |
| プールB   | 9月9日   | アイルランド     | ルーマニア       | ピーター・オマホニー               |
| プールB   | 9月10日  | 南アフリカ共和国 | スコットランド   | マニー・リボック                   |
| プールB   | 9月16日  | アイルランド     | トンガ           | バンディー・アキ                   |
| プールB   | 9月17日  | 南アフリカ共和国 | ルーマニア       | マカゾレ・マピンピ                 |
| プールB   | 9月23日  | 南アフリカ共和国 | アイルランド     | バンディー・アキ                   |
| プールB   | 9月24日  | スコットランド   | トンガ           | ドゥーハン・ファン・デル・メルヴァ |
| プールB   | 9月30日  | スコットランド   | ルーマニア       | ダーシー・グレアム                 |
| プールB   | 10月1日  | 南アフリカ共和国 | トンガ           | ディオン・フーリー                 |
| プールB   | 10月7日  | アイルランド     | スコットランド   | ジャミソン・ギブソン＝パーク       |
| プールB   | 10月8日  | トンガ           | ルーマニア       | ジョージ・モアラ                   |
| プールC   | 9月9日   | オーストラリア   | ジョージア       | ベン・ドナルドソン                 |
| プールC   | 9月10日  | ウェールズ       | フィジー         | ダン・ビガー                       |
| プールC   | 9月16日  | ウェールズ       | ポルトガル       | ジャック・モーガン                 |
| プールC   | 9月17日  | オーストラリア   | フィジー         | チョスア・トゥイソヴァ             |
| プールC   | 9月23日  | ジョージア       | ポルトガル       | ジャック・モーガン                 |
| プールC   | 9月24日  | ウェールズ       | オーストラリア   | ガレス・アンスコム                 |
| プールC   | 9月30日  | フィジー         | ジョージア       | レヴァニ・ボティア                 |
| プールC   | 10月1日  | オーストラリア   | ポルトガル       | ロブ・ヴァレティニ                 |
| プールC   | 10月7日  | ウェールズ       | ジョージア       | トミー・レフェル                   |
| プールC   | 10月8日  | フィジー         | ポルトガル       | ラファエレ・ストルティ             |
| プールD   | 9月9日   | イングランド     | アルゼンチン     | ジョージ・フォード                 |
| プールD   | 9月10日  | 日本             | チリ             | アマト・ファカタヴァ               |
| プールD   | 9月16日  | サモア           | チリ             | テオ・マクファーランド             |
| プールD   | 9月17日  | イングランド     | 日本             | ジョージ・フォード                 |
| プールD   | 9月22日  | アルゼンチン     | サモア           | エミリアノ・ボフェッリ             |
| プールD   | 9月23日  | イングランド     | チリ             | ヘンリー・アランデル               |
| プールD   | 9月28日  | 日本             | サモア           | レメキ・ロマノ・ラヴァ             |
| プールD   | 9月30日  | アルゼンチン     | チリ             | ニコラス・サンチェス               |
| プールD   | 10月7日  | イングランド     | サモア           | リマ・ソポアンガ                   |
| プールD   | 10月8日  | 日本             | アルゼンチン     | マテオ・カレラス                   |
| 準々決勝  | 10月14日 | ウェールズ       | アルゼンチン     | エミリアノ・ボフェッリ             |
| 準々決勝  | 10月14日 | アイルランド     | ニュージーランド | アーディー・サヴェア               |
| 準々決勝  | 10月15日 | イングランド     | フィジー         | オーウェン・ファレル               |
| 準々決勝  | 10月15日 | フランス         | 南アフリカ共和国 | ボンギ・ンボナンビ                 |
| 準決勝    | 10月20日 | アルゼンチン     | ニュージーランド | ジョーディー・バレット             |
| 準決勝    | 10月21日 | イングランド     | 南アフリカ共和国 | ハンドレ・ポラード                 |
| 3位決定戦 | 10月27日 | アルゼンチン     | イングランド     | サム・アンダーヒル                 |
| 決勝      | 10月28日 | ニュージーランド | 南アフリカ共和国 | ピーターステフ・デュトイ           |

## 大会公式スポンサー
☆は、ワールドラグビーのグローバルパートナーも兼任。

### ワールドワイドパートナー
★は、前回2019年大会から変更された企業。
- ソシエテ・ジェネラル
- マスターカード
- ★アサヒグループ（←ハイネケンからの変更。ロゴはアサヒスーパードライ名義）
- ☆★キャップジェミニ（←DHLからの変更。但し業種は異なる）
- ランドローバー（ロゴは主力車種「ディフェンダー」名義）
- ☆エミレーツ航空

### オフィシャルスポンサー
- GLイベンツ
- GMF
- LOXAM
- Orange
- プロマン
- フランス国鉄（SNCF）
- トタルエナジーズ
- ヴィヴェンディ

### 大会サプライヤー
- Andros
- BKT
- キヤノン
- Eden Park
- EF Education First
- ジオディス
- ギルバートラグビー
- HP
- Invivo
- リポビタンD（大正製薬）
- ☆マクロン
- メタ・プラットフォームズ（旧フェイスブック）
- 三菱電機
- チューダー

### 公式サポーター
- アコーホテルズ
- Aramis Rugby
- France Pare-brise
- カジノグループ
- Koesio
- PPA Business School
- セージ・グループ
- ボルヴィック

## 放送

### テレビ・ラジオ
日本では自国開催だった前回2019年大会に続いて、日本放送協会（NHK）、日本テレビ、J SPORTSが国内放映権を獲得した。
NHKは開幕戦、日本戦2試合を含む15試合分の中継権を獲得し、地上波は総合テレビ、衛星波はBS4Kを、それぞれメインチャンネルとする。また地上波放送分に限られるが、NHKプラスでの配信も行われた。なおBS8Kは、自国開催でないことや技術面の問題などもあり、生中継は行われなかった。
日本テレビは、日本戦3試合、日本が予選を突破した場合の決勝トーナメントの日本戦、及び決勝戦を含む19試合分の中継権を獲得し、地上波で放送するほか、TVerでもライブ配信を行う。なお、BS日テレや日テレジータスでは放送されなかった。
J SPORTSは、上記2社局が放送できない分を含めた全48試合分の中継権を獲得し、放送に加えて配信サービスも行った。但し有料放送のため視聴契約が必要となる。
ラジオについては、日本戦を中心にNHKラジオ第1放送とニッポン放送で中継した。なおニッポン放送は決勝ラウンドの放送も予定されていたが、日本代表のプール戦敗退を受けて決勝ラウンドは放送されなかった（アルゼンチン戦は日本代表が敗退確定した場合放送されないことも予定されていた）。

#### 日本戦における生放送
- 2023年9月10日 「プールD・日本対チリ」
  - NHK総合・BS4K同時　19:30-22:30
    - 現地出演者　実況:筒井亮太郎（NHK札幌）、解説:廣瀬俊朗、山村亮、リポーター:酒井良彦（NHK福岡）
    - 東京都内パブリックビューイング特設会場出演者（副音声のルール等解説担当）　司会進行:杉浦友紀（NHK放送センター）、ゲスト:岡田准一（俳優）、解説:五郎丸歩、福岡堅樹、田村優（横浜キヤノンイーグルス）[47]

  - J SPORTS1　19:00-23:15（予定より15分延長）
    - 現地出演者　実況:矢野武、解説:沢木敬介（横浜キヤノンイーグルス監督）、リポーター・インタビューアー:村上晃一[48]

  - NHKラジオ第1　19:50-22:55
    - 東京放送センター特設スタジオ出演者（オフチューブ）　実況:神戸和貴（NHK北九州）、解説:薫田真広、ゲスト:山崎紘菜（俳優）
- 2023年9月18日（現地17日） 「プールD・日本対イングランド」
  - 日本テレビ系列　3:45-6:05（予定より10分延長）
    - 現地出演者　司会進行:上田晋也（くりぃむしちゅー）、実況:安村直樹（日本テレビ）、解説:大畑大介、福岡堅樹、リポーター:山本紘之（日本テレビ）
    - 東京・汐留本社特設スタジオ出演者　司会進行:櫻井翔、蛯原哲（日本テレビ）、ゲスト:田中史朗（NECグリーンロケッツ東葛）

  - NHK BS1・BS4K同時　3:00-6:30、NHK総合　8:15-10:15（ディレイ放送）
    - 現地出演者　実況:豊原謙二郎（NHK放送センター）、解説:廣瀬俊朗、山村亮、リポーター:酒井良彦
    - 現地特設スタジオ出演者　司会進行:筒井亮太郎、解説:五郎丸歩（BS1・BS4Kの生中継のみ）
    - 東京放送センター特設スタジオ出演者（副音声のルール等解説担当）　司会進行:竹林宏（NHK放送センター嘱託）、ゲスト:岡田准一、真栄田賢（スリムクラブ）、解説:大野均、田村優、田中史朗（総合テレビのディレイ放送のみ）

  - J SPORTS1 3:00-7:00
    - 現地出演者　実況:矢野武、解説:沢木敬介、リポーター・インタビューアー:村上晃一
    - 東京特設スタジオ出演者　司会進行:熊谷龍一、解説:立川理道（クボタスピアーズ船橋・東京ベイ）、栗原徹

  - NHKラジオ第1　3:50-5:55
    - 東京放送センター特設スタジオ出演者（オフチューブ）　実況:浅井僚馬（NHK水戸）、解説:辻高志

  - ニッポン放送（首都圏ローカル）　
    - 東京スタジオ出演者（オフチューブ）　実況:洗川雄司（ニッポン放送）、解説:山田章仁（九州電力キューデンヴォルテクス）、真壁伸弥
- 2023年9月29日（現地28日） 「プールD・日本対サモア」
  - 日本テレビ系列　3:45-6:05（予定より10分延長）
    - 現地出演者　実況:山本紘之、解説:斉藤祐也、リポーター:山崎誠（日本テレビ）
    - 東京・汐留本社特設スタジオ出演者　司会進行:上田晋也、櫻井翔、笹崎里菜（日本テレビ）、ゲスト:福岡堅樹

  - NHK総合テレビ・BS4K同時　22:00-24:00（ディレイ放送）
    - 現地出演者　実況:筒井亮太郎、解説:田中史朗
    - 東京放送センター特設スタジオ出演者（副音声のルール等解説担当）　司会進行:伊藤慶太（NHK大阪）、ゲスト:岡田准一、二所ノ関親方（元横綱稀勢の里）、解説:廣瀬俊朗、田村優、山本幸輝（コベルコ神戸スティーラーズ）

  - J SPORTS1 3:00-7:15（予定より15分延長）
    - 現地出演者　実況:谷口廣明、解説:藤島大、後藤翔太、リポーター・インタビューアー:直江光信
    - 東京特設スタジオ出演者　司会進行:住田洋、解説:沢木敬介、村上晃一

  - NHKラジオ第1　3:50-5:55
    - 東京放送センター特設スタジオ出演者（オフチューブ）　実況:大坂敏久（NHK G-MEDIA）、解説:辻高志
- 2023年10月8日 「プールD・日本対アルゼンチン」
  - 日本テレビ系列　19:45-21:54（最大30分延長あり）
19:00-19:45に事前特番も放送
    - 現地出演者　実況:中野憲吾、解説:大西将太郎、ゲスト解説:田中史朗、リポーター:安村直樹
    - 東京・汐留本社特設スタジオ出演者　司会進行:上田晋也、櫻井翔、徳島えりか（日本テレビ）、ゲスト:福岡堅樹、山崎紘菜、渋谷凪咲（NMB48）

  - NHK総合テレビ・BS4K同時　10月9日8:15-10:15（ディレイ放送）
    - 現地出演者　実況:高木修平（NHK広島）、解説:大野均
    - 東京放送センター特設スタジオ出演者（副音声のルール等解説担当）　司会進行:冨坂和男（NHK G-MEDIA）、ゲスト:岡田准一、ケンドーコバヤシ、解説:五郎丸歩、廣瀬俊朗

  - J SPORTS1 19:00-23:15（予定より15分延長）
    - 現地出演者　実況:谷口廣明、解説:藤島大、後藤翔太、リポーター・インタビューアー:直江光信
    - 東京特設スタジオ出演者　司会進行:矢野武、解説:沢木敬介、小林深緑郎、村上晃一

  - NHKラジオ第1　19:50-22:55
    - 東京放送センター特設スタジオ出演者（オフチューブ）　実況:池野健（NHK佐賀）、解説:薫田真広

  - ニッポン放送（首都圏ローカル）　
    - 東京スタジオ出演者（オフチューブ）　実況:山内宏明（ニッポン放送）、解説:山田章仁

#### 開幕戦
- 2023年9月9日（現地8日） 「開会式＆プールA・フランス対ニュージーランド」
  - NHK総合・BS4K同時　2:40-6:29（予定より14分延長）
    - 現地出演者　実況:酒井良彦、解説:廣瀬俊朗、山村亮、リポーター:冨田真紀子
    - 現地特設スタジオ出演者　司会進行:豊原謙二郎、リポーター:吉岡真央（NHK放送センター）
    - 東京放送センター特設スタジオ出演者（副音声のルール等解説担当）　司会進行:中川安奈（NHK放送センター）、解説:五郎丸歩、田村優、山本幸輝

  - J SPORTS1 2:50-6:50
    - 現地出演者　実況:矢野武、解説:沢木敬介、村上晃一
    - 東京特設スタジオ出演者　司会進行:谷口廣明、解説:藤島大、立川理道

#### 準々決勝
- 2023年10月14日 「ウェールズ対アルゼンチン」
  - 日本テレビ系列　23:30-26:05（15日2:05）
13:30-14:30に準々決勝事前特番も放送
    - 現地出演者　実況:安村直樹、解説:大西将太郎、リポーター:中野謙吾
    - 東京・汐留本社特設スタジオ出演者　司会進行:上田晋也、櫻井翔、蛯原哲（日本テレビ）、解説:田中史朗、ゲスト:松田力也（W杯日本代表・埼玉パナソニックワイルドナイツ）

  - J SPORTS2 23:40-26:30（15日2:30・予定より15分延長）
    - 東京特設スタジオ出演者　実況:住田洋、解説:沢木敬介、村上晃一
- 2023年10月15日（現地14日） 「アイルランド対ニュージーランド」
  - 日本テレビ系列　3:45-6:15（予定より15分延長）
    - 出演者　実況:山本紘之、解説:斉藤祐也

  - J SPORTS2 3:40-6:30（予定より15分延長）
    - 現地出演者　実況:谷口廣明、解説:藤島大、後藤翔太
    - 東京特設スタジオ出演者　司会進行:熊谷龍一、解説:村上晃一
- 2023年10月15日 「イングランド対フィジー」
  - NHK総合・BS4K同時　23:57-26:17（16日2:17・予定より17分延長）
    - 現地出演者　実況:渡辺憲司（NHK福岡）、解説:廣瀬俊朗
    - 東京放送センター特設スタジオ出演者（副音声のルール等解説担当）　司会進行:勝呂恭佑（NHK岡山）、解説:五郎丸歩、田中史朗、山村亮

  - J SPORTS2 23:40-26:30（15日2:30・予定より15分延長）
    - 東京特設スタジオ出演者　実況:熊谷龍一、解説:田邉淳（クボタスピアーズ船橋・東京ベイアシスタントコーチ）
- 2023年10月17日（現地16日） 「フランス対南アフリカ」
  - NHK総合・BS4K同時　3:45-6:16（BS4Kのみ予定より16分延長・総合テレビは6:00で放送打ち切り）
    - 現地出演者　実況:高木修平、解説:大野均
    - 東京放送センター特設スタジオ出演者（副音声のルール等解説担当）　司会進行:酒匂飛翔（NHK名古屋）、解説:五郎丸歩、田中史朗、山村亮

  - J SPORTS2 3:40-6:30（予定より15分延長）
    - 現地出演者　実況:谷口廣明、解説:藤島大、後藤翔太
    - 東京特設スタジオ出演者　司会進行:住田洋、解説:村上晃一

#### 準決勝
- 2023年10月21日（現地20日） 「アルゼンチン対ニュージーランド」
  - 日本テレビ系列　3:45-5:59
    - 現地出演者　実況:安村直樹、解説:大畑大介、リポーター:中野謙吾

  - J SPORTS1 3:30-6:30
    - 現地出演者　実況:矢野武、解説:村上晃一
    - 東京特設スタジオ出演者　司会進行:住田洋、解説:藤島大
- 2023年10月22日（現地21日） 「イングランド対南アフリカ」
  - NHK総合・BS4K同時　3:45-6:20（BS4Kのみ予定より20分延長・総合テレビは6:00で放送打ち切り）
    - 現地出演者　実況:豊原謙二郎、解説:廣瀬俊朗
    - 東京放送センター特設スタジオ出演者（副音声のルール等解説担当）　司会進行:冨坂和男、解説:五郎丸歩、山村亮、田村優

  - J SPORTS1 3:30-6:30
    - 現地出演者　実況:矢野武、解説:村上晃一
    - 東京特設スタジオ出演者　司会進行:谷口廣明、解説:沢木敬介

#### 3位決定戦
- 2023年10月28日（現地27日） 「アルゼンチン対イングランド」
  - NHK総合・BS4K同時　3:30-6:27（BS4Kのみ予定より27分延長・総合テレビは6:01で放送打ち切り）
    - 現地出演者　実況:高木修平、解説:五郎丸歩
    - 東京放送センター特設スタジオ出演者　司会進行:竹林宏、条谷有香（NHK山口）、解説:廣瀬俊朗

  - J SPORTS1 3:30-6:30
    - 東京特設スタジオ出演者　実況:谷口廣明、解説:大西将太郎、栗原徹

#### 決勝
- 2023年10月29日（現地28日） 「ニュージーランド対南アフリカ」
  - 日本テレビ系列　3:45-6:15（予定より15分延長）
    - 現地出演者　実況:中野謙吾、解説:大畑大介、リポーター:安村直樹
    - 東京・汐留本社特設スタジオ出演者　司会進行:上田晋也、櫻井翔、蛯原哲、解説:福岡堅樹、ゲスト:田中史朗

  - NHK総合テレビ・BS4K同時　10月29日16:00-18:00（ディレイ放送）
    - 現地出演者　実況:渡辺憲司、解説:五郎丸歩
    - 東京放送センター特設スタジオ出演者（副音声のルール等解説担当）　司会進行:冨坂和男、解説:廣瀬俊朗、具智元（コベルコ神戸スティーラーズ）、松田力也、山本幸輝

  - J SPORTS1 3:30-7:30
    - 現地出演者　実況:矢野武、解説:村上晃一
    - 東京特設スタジオ出演者　司会進行:谷口廣明、解説:藤島大、田邉淳

### インターネット配信
日本では、前述のとおりテレビ放送の中継権を獲得した3社局が、それぞれの制限範囲内で実施。
またDAZNでは前回2019年大会に続き、全試合のハイライト配信を実施することが決定。さらに今大会の注目選手や見どころを紹介するオリジナルコンテンツも大会期間中に配信した。

### ポッドキャスト
2023年7月20日、ワールドラグビーが「ラグビーワールドカップ2023公式ポッドキャスト」を開始した。スポンサーはアサヒスーパードライ。